# 조안 나들목
조안 나들목(Joan IC)은 경기도 남양주시 조안면 삼봉리에 설치된 수도권제2순환고속도로의 32번 나들목이다.
본래 수도권제2순환고속도로 화도 분기점 ~ 양평 나들목 구간 착공 당시에는 없었던 나들목이었으나, 2016년 7월 21일에 나들목 설치가 확정되면서 한국도로공사가 즉시 실시설계에 착수하였고, 같은 해 12월에 나들목 설계가 완료되었으며, 2023년 5월 31일에 개통되었다.
당초 계획에는 없었던 나들목으로 일찍부터 주민들의 설치 요구가 거셌으나 시공상 문제에다 사업비 분담 문제를 둘러싼 논란 속에서 이견이 좁혀지지 않았었다. 그러다 2016년 7월 기획재정부 총사업비 심의 과정을 거쳐 사업비의 50%를 남양주시가 부담하는 것으로 일단락됐다.

## 연혁
- 2019년 3월 15일: 2020년까지 나들목 신설을 위해 남양주시 도시계획시설 교통광장에 조안면 삼봉리 일원을 조안 나들목으로 결정[2]
- 2023년 5월 31일: 수도권제2순환고속도로 조안 ~ 양평 구간 개통과 함께 통행 개시[3][4]
- 2024년 2월 7일: 수도권제2순환고속도로 조안 나들목 ~ 소흘 분기점 구간 개통

## 구조물 정보
- 위치: 경기도 남양주시 조안면 삼봉리
- 영업소: 경기도 남양주시 조안면 북한강로 826

## 접속하는 도로
- 국도 제45호선 (북한강로)